# Valdemanco del Esteras
Valdemanco del Esteras è un comune spagnolo di 210 abitanti situato nella comunità autonoma di Castiglia-La Mancia.